# NGC 6021
NGC 6021 este o liner situată în constelația Șarpele. A fost descoperită în 21 martie 1784 de către William Herschel. Se află la o distanță de 55,72 de megaparseci de Pământ.